# Vangaindrano (stad)
Vangaindrano is een stad in Madagaskar, gelegen in de regio Atsimo-Atsinanana. De stad telt 24.956 inwoners (2005).

## Geschiedenis
Tot 1 oktober 2009 lag Vangaindrano in de provincie Fianarantsoa. Deze werd echter opgeheven en vervangen door de regio Atsimo-Atsinanana. Tijdens deze wijziging werden alle autonome provincies opgeheven en vervangen door de in totaal 22 regio's van Madagaskar.

## Infrastructuur
De stad beschikt over haar eigen luchthaven, Vangaindrano Airport.